# Mazu Liedao
Mazu Liedao (chiń. upr. 马祖列岛; chiń. trad. 馬祖列島; pinyin Mǎzǔ Lièdǎo; pe̍h-ōe-jī Mā-cū liĕk-dō̤) – mały archipelag obejmujący 19 wysepek, należący do Republiki Chińskiej. Wszystkie 19 wysp tworzy powiat Lianjiang (chiń. 連江縣; pinyin Liánjiāng Xiàn; pe̍h-ōe-jī Lián-kang-kōan), który w 2010 roku liczył 9944 mieszkańców. Siedzibą powiatu jest gmina Nangan.

## Podział administracyjny

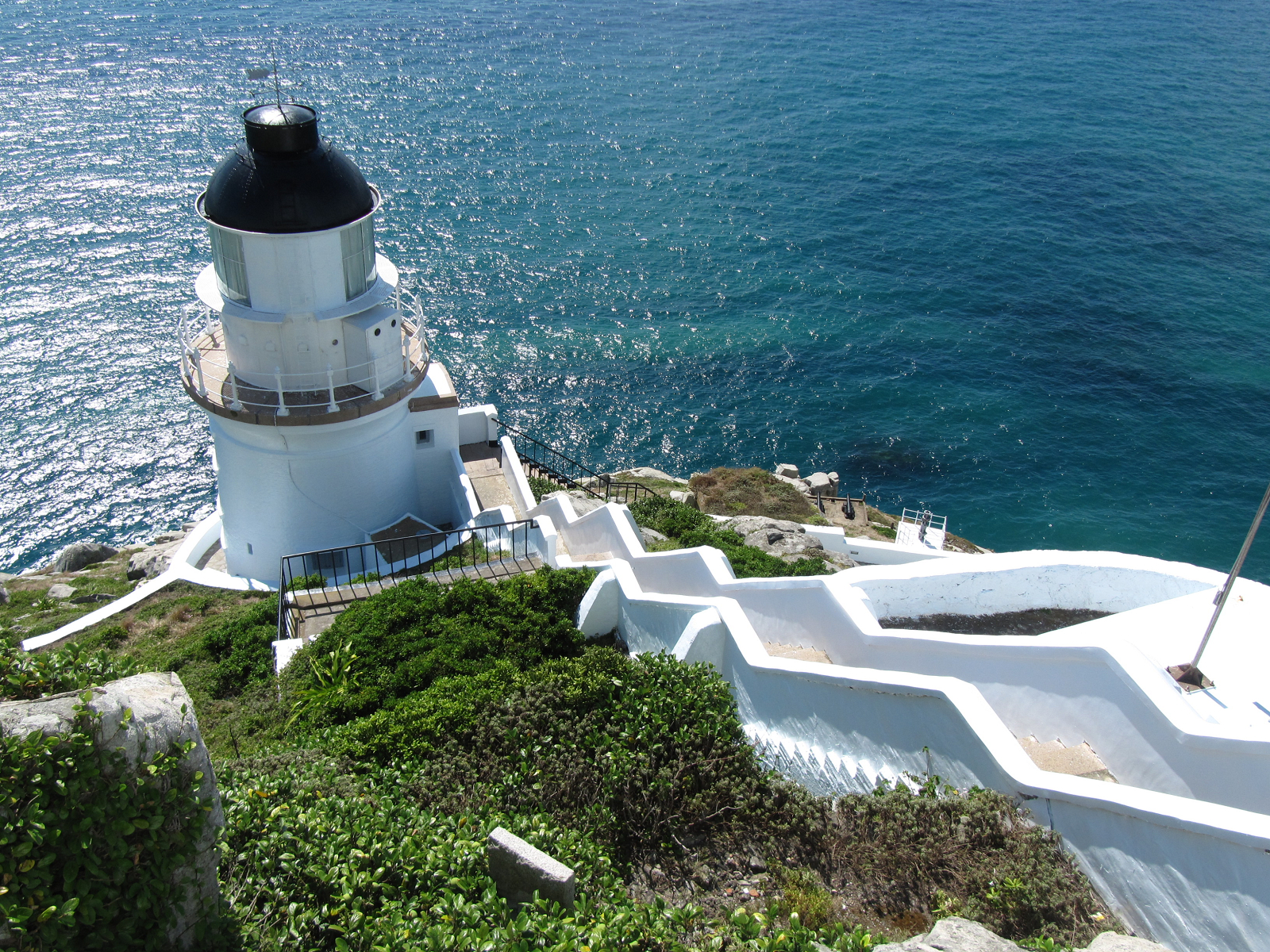
Latarnia morska w Dongyin

Powiat Lianjiang dzieli się na cztery gminy:
| Nazwa   | Chiński | Populacja (2010) | Powierzchnia (km²) |
| ------- | ------- | ---------------- | ------------------ |
| Gminy   |         |                  |                    |
| Beigan  | 北竿鄉  | 1801             | 9,9                |
| Dongyin | 東引鄉  | 1053             | 3,8                |
| Juguang | 莒光鄉  | 1186             | 4,7                |
| Nangan  | 南竿鄉  | 5904             | 10,4               |